# Comuna Momcilgrad, Kărdjali
Momcilgrad (în bulgară Момчилград, în turcă Mestanlı) este o comună în regiunea Kărdjali, Bulgaria, formată din orașul Momcilgrad și 46 de sate.

## Localități componente

### Orașe
- Momcilgrad

### Sate
| - Austa - Bagreanka - Balabanovo - Bivoleane - Ceaika - Ciobanka - Ciomakovo - Ciukovo - Devinți - Djelepsko - Drumce - Gorsko Diulevo - Gruevo - Gurgulița - Kameneț - Karamfil | - Konce - Kos - Kremeneț - Lale - Letovnik - Mancevo - Momina Sălza - Nanovița - Neofit Bozvelievo - Obicinik - Pazarți - Piaveț - Pleșinți - Postnik - Progres | - Pticear - Ralița - Raven - Sadovița - Sedefce - Sedlari - Sențe - Sindelți - Sokolino - Svoboda - Tatul - Vrelo - Vărhari - Zagorsko - Zvezdel |

## Demografie
Componența etnică a comunei Momcilgrad
     Romi (1,26%)
     Turci (74,08%)
     Bulgari (9,33%)
     Nicio identificare (15,16%)
     Altele (0,15%)
La recensământul din 2011, populația comunei Momcilgrad era de 16.263 locuitori. Din punct de vedere etnic, majoritatea locuitorilor (74,08%) erau turci, existând și minorități de bulgari (9,33%) și romi (1,26%). Pentru 15,16% din locuitori nu este cunoscută apartenența etnică.